# Шевченко (Великоновосілківська селищна громада)
Шевче́нко — село Великоновосілківської селищної громада Волноваського району Донецької області в Україні.

## Загальні відомості
Відстань до центру громади становить близько 36 км і проходить переважно автошляхом Т 0518.
Землі села межують із територією с-ща. Старі Терни Покровського району Донецької області.

## Населення
За даними перепису 2001 року населення села становило 385 осіб, із них 85,19 % зазначили рідною мову українську, 14,29 % — російську та 0,26 % — білоруську мову.